# Toni Servillo

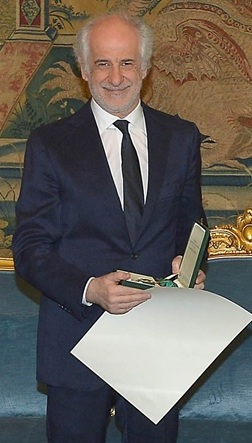
Toni Servillo (2014)

Marco Antonio „Toni“ Servillo (* 25. Januar 1959 in Afragola) ist ein italienischer Schauspieler und Theaterregisseur. Der Autodidakt begann seine Karriere ab den 1970er-Jahren im neapolitanischen Theater und wurde einem breiten Publikum ab den 1990er-Jahren als Filmschauspieler bekannt. Eine jahrzehntelange Zusammenarbeit verbindet ihn mit dem Filmregisseur Paolo Sorrentino. Für seine minimalistischen Darstellungen, die Vergleiche zu Buster Keaton hervorriefen, wurde Servillo in seinem Heimatland und auch in Europa mehrfach preisgekrönt.

## Leben

### Ausbildung und Theaterarbeit
Toni Servillo wurde 1959 in der Provinz Neapel als Sohn eines Fabrikarbeiters und einer Hausfrau geboren. In den 1960er-Jahren zog er mit seiner Familie nach Caserta. Schon von Kindheit an von der Schauspielerei fasziniert besuchte Servillo eine Internatsschule, machte aber sein Abitur an einer staatlichen Schule. Der Autodidakt, der nie eine Schauspielschule besuchte, stand in den 1970er-Jahren erstmals in Bertolt Brechts Die Gesichte der Simone Machard auf der Theaterbühne und gründete 1977 in Caserta das Avantgarde-Theater Teatro Studio. An diesem wirkte er als Regisseur und Schauspieler an Stücken wie Propaganda (1979), Norma (1982) oder Geliebter Spinner (1983) mit, in denen er in Italien und im europäischen Ausland auf Tournee ging. Für den selbst verfassten Einakter Guernica, bei dem er die Regie übernahm und die Hauptrolle spielte, gewann Servillo den Premio Gennaro Vitiello.
Ab dem Jahr 1986 schloss sich Servillo der bekannteren freien neapolitanischen Theatergruppe Falso Movimento von Mario Martone an. Unter Martone spielte er in dem Stück Ritorno ad Alphaville und zeigte sich selbst für das Werk E... nach Texten von Eduardo De Filippo verantwortlich. Das Œuvre des italienischen Schauspielers und Autors inspirierte Servillo in den folgenden Jahren zu weiteren Theaterinszenierungen. Zu diesen zählen Ha da passà a nuttata (1989) und die mit dem Premio Gassman ausgezeichnete Produktion Sabato, domenica e lunedì (2002), die er mit dem 1987 mitbegründeten Teatri Uniti in Szene setzte. Neben traditionellen Stoffen des neapolitanischen Theaters wagte sich Servillo auch an so bekannte ausländische Autoren wie Molière (Der Menschenfeind, 1995; Tartuffe, 2000) oder Marivaux (Les Fausses confidences, 1998) heran. Mit Wolfgang Amadeus Mozarts Die Hochzeit des Figaro (2000), Richard Strauss’ Ariadne auf Naxos (2003) oder Ludwig van Beethovens Fidelio (2005) inszenierte er auch klassische Opern auf italienischen und portugiesischen Bühnen.

### Beginn der Filmkarriere
Parallel zu seiner Arbeit am Theater feierte Servillo Anfang der 1990er-Jahre unter der Regie seines Weggefährten Mario Martone sein Debüt als Filmschauspieler. An der Seite von Carlo Cecchi und Anna Bonaiuto war er 1992 in dem preisgekrönten Drama Morte di un matematico napoletano zu sehen, denen weitere Rollen in Martones Spielfilmen Rasoi (1993) und Teatro di guerra (1998) folgten. Den Durchbruch als Filmschauspieler in Italien ebnete ihm die Zusammenarbeit mit dem jungen Autorenfilmer Paolo Sorrentino, mit dem er erstmals 2001 an L'uomo in più zusammenarbeitete. In dem Drama, dass von den Biografien des Musikers Franco Califano und des Fußballspielers Agostino Di Bartolomei inspiriert wurde, schlüpfte Servillo gemeinsam mit Andrea Renzi in die Rolle eines Brüderpaares, deren erfolgreiche Karrieren in den 1980er-Jahren der wirtschaftliche und soziale Absturz folgt. Für den Part des Sängers Tony Pisapia, der sich in die Drogenabhängigkeit und in eine Beziehung mit einem minderjährigen Mädchen flüchtet, wurde der experimentierfreudige Schauspieler erstmals für die wichtigsten italienischen Filmpreise, den David di Donatello und das Nastro d’Argento des Sindacato Nazionale Giornalisti Cinematografici Italiani, nominiert. 
An diesen Erfolg konnte Servillo drei Jahre später mit der Hauptrolle in Sorrentinos Le conseguenze dell'amore anknüpfen, der 2004 im Wettbewerb der 57. Filmfestspiele von Cannes vertreten war. Die von der deutschen Kritik als subtil und elegant gelobte Charakterstudie über einen zurückgezogen lebenden Geldwäscher, der jahrelang in einem Hotel in der italienischsprachigen Schweiz seiner Arbeit nachgeht, wurde 2005 mit dem David di Donatello als bester italienischer Film des Jahres ausgezeichnet. Ebenso großes Lob seitens der Kritiker erhielt Servillo, der für seine „meisterhafte Minimalistik“, die manch einen an Buster Keaton erinnerte, mit dem italienischen Filmpreis und dem Nastro d’Argento prämiert wurde.

### Internationaler Durchbruch mit „Gomorrha“, „Il Divo“ und „La Grande Bellezza“

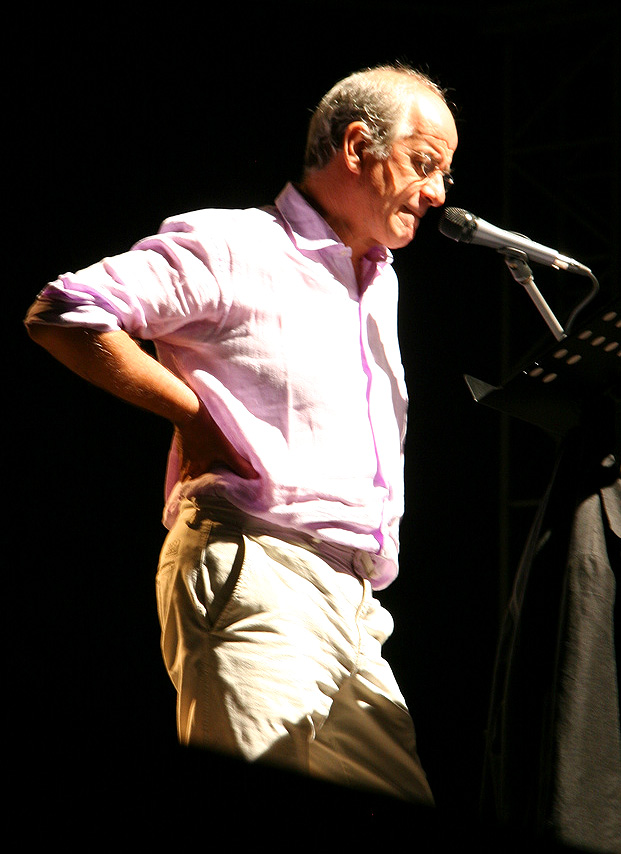
Servillo im Jahr 2008

Seinen bisher größten Erfolg feierte der Schauspieler im Jahr 2008. Bei den 61. Filmfestspielen von Cannes war er mit Hauptrollen in zwei verschiedenen Filmen im Wettbewerb um die Goldene Palme vertreten. Unter der Regie von Matteo Garrone agierte Servillo in der Bestseller-Verfilmung Gomorrha – Reise in das Reich der Camorra als maliziöser kampanischer Müllmanager, für die ihn der deutsche Tagesspiegel als minimalistischen Komiker im Stile eines Buster Keaton hochlobte. In Paolo Sorrentinos politische Satire Il Divo mimte der Schauspieler maskenhaft und mit eckigen Bewegungen den siebenmaligen italienischen Ministerpräsidenten Giulio Andreotti, dem ebenfalls Verbindungen zur Mafia nachgesagt werden. Der Italiener galt daraufhin als Mitfavorit auf den Darstellerpreis, hatte aber gegenüber Benicio del Toro (Revolución und Guerrilla) das Nachsehen, der für seine Leistung als Che Guevara ausgezeichnet wurde. Monate später erhielt Servillo sowohl für Gomorrha als auch Il Divo den Europäischen Filmpreis als Bester Darsteller und konnte sich gegen so bekannte Kollegen wie James McAvoy (Abbitte) oder Mads Mikkelsen (Tage des Zorns) durchsetzen. Ebenfalls im Jahr 2008 wurde er für die Hauptrolle des wortkargen Kriminalkommissars in Andrea Molaiolis La ragazza del lago, der Verfilmung eines Romans von Karin Fossum, mit seinem zweiten David di Donatello bedacht. Ein Jahr später wurde er für seine Leistung in Il Divo erneut mit dem David di Donatello und dem Nastro d’Argento ausgezeichnet.
Eine abermalige Zusammenarbeit mit Sorrentino stellte sich mit La Grande Bellezza – Die große Schönheit (2013) ein, der über die Exzesse, Dekadenz und das eitle Geschwätz der gehobenen römischen Gesellschaft kreist. In dem Spielfilm, von Kritikern als filmhistorisch raffinierte Hommage auf Fellinis Das süße Leben gefeiert, schlüpfte Servillo in die Rolle des Schriftstellers Jep Gambardella, der mit zunehmendem Alter in einer Endlosschleife aus Luxus und Leere gefangen zu sein scheint. La Grande Bellezza wurde 2013 im Rahmen der 66. Internationalen Filmfestspiele von Cannes uraufgeführt und gewann u. a. ein Jahr später den Oscar und Golden Globe Award jeweils als Bester fremdsprachiger Film. 2013 wurde der Film mit vier Europäischen Filmpreisen ausgezeichnet, darunter abermals der Darstellerpreis für Servillo. Damit ist er neben den Franzosen Daniel Auteuil der einzige Schauspieler, der zweimal von der Europäischen Filmakademie geehrt wurde.
Im Jahr 2018 folgte mit dem Spielfilm Loro – Die Verführten eine erneute Zusammenarbeit mit Sorrentino. Für seine Darstellung des italienischen Ex-Ministerpräsidenten und Medienunternehmers Silvio Berlusconi erhielt Servillo seine insgesamt zehnte Nominierung für das Nastro d’Argento. Deutsche Kritiker lobten den Schauspieler für seinen „Charme“ bzw. als „Verwandlungskünstler“, „maskenhaft geschminkt unter einem absurd dunklen Haarhelm“.
Im Jahr 2020 folgte Servillos neunte Nominierung für den David di Donatello als Bester Darsteller für seine Leistung in Igor Tuveris Thriller 5 è il numero perfetto. In der Comicverfilmung war er in der Hauptrolle eines Vaters zu sehen, der sich im Neapel der 1970er-Jahre für den Tod seines Sohnes rächen will. Im selben Jahr erhielt er vom Sindacato Nazionale Giornalisti Cinematografici Italiani nach fünf Auszeichnungen den Ehrenpreis zuerkannt.
Im Jahr 2021 folgte die achte Zusammenarbeit mit Filmregisseur Sorrentino an dessen autobiografischen Jugendfilm The Hand of God sowie die Hauptrolle in Mario Martones Filmbiografie Qui rido io, in der er den bekannten neapolitanischen Theaterschauspieler Eduardo Scarpetta (1853–1925) darstellte. Beide Werke erhielten Einladungen in den Wettbewerb der Filmfestspiele von Venedig.
Mit dem Spielfilm La Grazia (2025) folgte die siebte Zusammenarbeit zwischen Servillo und Sorrentino. Das Liebesdrama wurde als Eröffnungsfilm des 82. Filmfestivals von Venedig ausgewählt.

### Privates
Toni Servillo ist seit 1990 mit Manuela La Manna verheiratet. Aus der Ehe gingen zwei Söhne (geboren 1996 und 2003) hervor. Sein Bruder ist der Sänger Peppe Servillo, mit dem er 2007 zusammen in Fabrizio Bentivoglios Spielfilm Lascia perdere, Johnny! vor der Kamera stand.

## Filmografie (Auswahl)
- 1992: Morte di un matematico napoletano
- 1993: Rasoi
- 1997: I vesuviani
- 1998: Teatro di guerra
- 2001: L'uomo in più
- 2001: Luna rossa
- 2004: Le conseguenze dell'amore
- 2004: Notte senza fine
- 2005: Sabato, domenica e lunedì (TV)
- 2007: La ragazza del lago
- 2007: Lascia perdere, Johnny!
- 2008: Gomorrha – Reise in das Reich der Camorra (Gomorra)
- 2008: Il Divo
- 2010: Gorbaciof
- 2010: Die Fahne der Freiheit (Noi credevamo)
- 2010: Ein ruhiges Leben – Die Mafia vergisst nicht (Una vita tranquilla)
- 2010: Das Mädchen von gegenüber (Un balcon sur la mer)
- 2011: Il gioiellino
- 2012: È stato il figlio
- 2012: Bella addormentata
- 2013: Viva la libertà
- 2013: La Grande Bellezza – Die große Schönheit (La grande bellezza)
- 2013: Racconti d’amore
- 2014: Le voci di dentro (TV)
- 2016: Le confessioni
- 2017: Lass dich gehen (Lasciati andare)
- 2017: Der Nebelmann (La ragazza nella nebbia)
- 2018: Loro – Die Verführten (Loro)
- 2019: Das Spiel des Killers – 5 ist die perfekte Zahl (5 è il numero perfetto)
- 2019: Diener der Dunkelheit (L’uomo del labirinto)
- 2021: The Hand of God (È stata la mano di Dio)
- 2021: Qui rido io
- 2022: Und draußen die Nacht (Esterno notte, Fernsehserie)
- 2023: Adagio
- 2024: Iddu
- 2025: La Grazia

## Auszeichnungen (Auswahl)
Angers European First Film Festival
- 2002: Jean-Carmet-Preis für L'uomo in più

David di Donatello
- 2002: nominiert als Bester Hauptdarsteller für L'uomo in più
- 2005: Bester Hauptdarsteller für Le conseguenze dell'amore
- 2008: Bester Hauptdarsteller für La ragazza del lago
- 2009: Bester Hauptdarsteller für Il Divo
- 2013: nominiert als Bester Hauptdarsteller für Viva la libertà
- 2014: Bester Hauptdarsteller für La Grande Bellezza
- 2017: nominiert als Bester Hauptdarsteller für Le confessioni
- 2019: nominiert als Bester Hauptdarsteller und für den Besten Filmsong für Loro – Die Verführten
- 2020: nominiert als Bester Hauptdarsteller für 5 è il numero perfetto

Europäischer Filmpreis
- 2005: nominiert für den Publikumspreis als Bester Darsteller für Le conseguenze dell'amore
- 2008: Bester Darsteller für Gomorrha – Reise in das Reich der Camorra und Il Divo
- 2013: Bester Darsteller für La Grande Bellezza – Die große Schönheit

Sindacato Nazionale Giornalisti Cinematografici Italiani
- 2002: nominiert für das Nastro d’Argento als Bester Hauptdarsteller für L'uomo in più
- 2005: Nastro d’Argento als Bester Hauptdarsteller für Le conseguenze dell'amore
- 2009: Nastro d’Argento als Bester Hauptdarsteller für Il Divo
- 2011: nominiert für das Nastro d’Argento als Bester Hauptdarsteller für Ein ruhiges Leben und Il gioiellino
- 2013: Spezialpreis für Bella addormentata, La Grande Bellezza – Die große Schönheit und Viva la libertà
- 2017: nominiert für das Nastro d’Argento als Bester Hauptdarsteller für Lass dich gehen
- 2017: nominiert für das Nastro d’Argento als Bester Hauptdarsteller für Loro – Die Verführten
- 2020: Ehrenpreis

Internationale Filmfestspiele von Venedig
- 2007: Pasinetti-Preis als Bester Darsteller für La ragazza del lago

Internationales Filmfestival von Locarno
- 2009: Excellence Award für sein Lebenswerk[17]